# Aeropuerto Internacional de McAllen-Miller
El Aeropuerto Internacional de McAllen-Miller (en inglés, McAllen-Miller International Airport) (IATA: MFE, OACI: KMFE, FAA LID: MFE) es un aeropuerto localizado en McAllen, una ciudad del Condado de Hidalgo Texas, Estados Unidos, a 3.2 kilómetros al sur del Distrito financiero. Se sitúa cerca de la Frontera entre Estados Unidos y México, al lado opuesto de Reynosa, Tamaulipas. El aeropuerto cuenta con dos pistas de aterrizaje y una terminal con 5 puertas. De acuerdo con el Plan Maestro actualizado a 20 años para MFE, la pista 13/31 se extenderá a 10,000 pies. Además, una pista paralela será añadida. La plataforma de carga será ampliada en el lado sur del aeropuerto. A principios de 2006, se abrió la puerta 5 en la explanada principal, debido a la llegada de Delta Connection.
En 2008, un estudio de capacidad de la terminal se llevó a cabo para evaluar las necesidades futuras de la expansión de la terminal del aeropuerto y la posibilidad de incluir ocho (8) puertas y un área más grande de mostradores/oficina, y de seguridad. El pago de estacionamiento se implementó el 15 de noviembre de 2007, con la creación de lugares de largo plazo y de corto plazo. Un proyecto de la expansión de la terminal que incluye una puerta adicional, áreas de espera de los pasajeros más grandes, ampliación de las zonas de seguridad y otras modificaciones de las instalaciones se espera que comience a principios de 2012.

## Aerolíneas y destinos

### Pasajeros
| Aerolíneas         | Destinos                                           |
| ------------------ | -------------------------------------------------- |
| Aeroméxico Connect | Ciudad de México–AIFA                              |
| Allegiant Air      | Las Vegas Estacional: Los Ángeles, Orlando/Sanford |
| American Airlines  | Dallas/Fort Worth                                  |
| American Eagle     | Dallas/Fort Worth                                  |
| Delta Connection   | Austin                                             |
| United Airlines    | Houston-Intercontinental                           |
| United Express     | Houston-Intercontinental                           |
| Volaris            | Cancún                                             |

### Carga
| Aerolíneas   | Destinos                |
| ------------ | ----------------------- |
| UPS Airlines | Little Rock, Louisville |

### Destinos nacionales

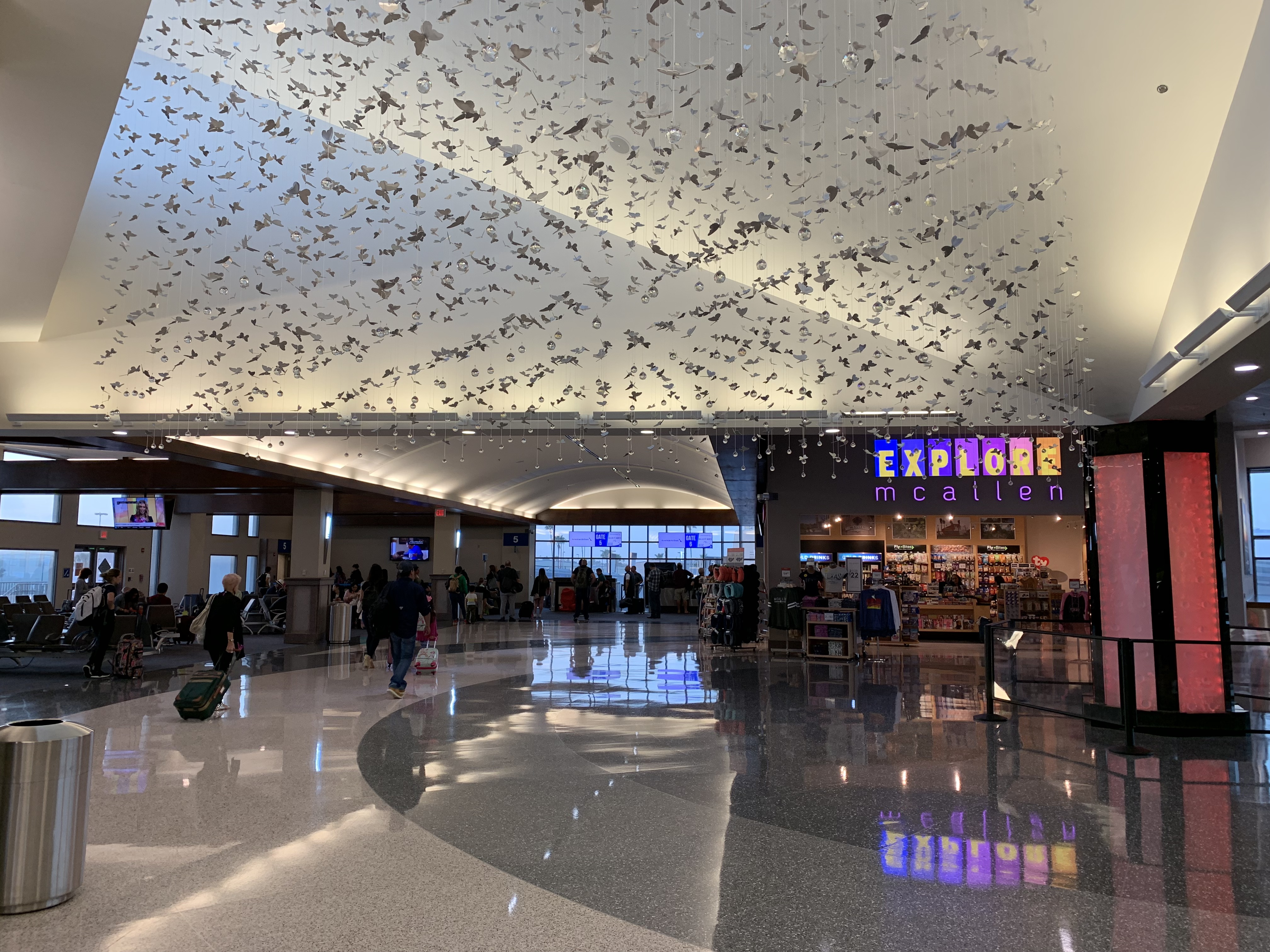
Área de espera en el aeropuerto.

Se brinda servicio a 6 ciudades dentro del país a cargo de 6 aerolíneas.
| Austin (AUS)      |   |   |   | • | 1 |
| Dallas (DFW)      |   | • |   |   | 1 |
| Houston (IAH)     |   |   | • |   | 1 |
| Las Vegas (LAS)   | • |   |   |   | 1 |
| Los Ángeles (LAX) | • |   |   |   | 1 |
| Orlando (SFB)     | • |   |   |   | 1 |
| Total             | 3 | 1 | 1 | 1 | 6 |

### Destinos internacionales
| Ciudades                                | Nombre del aeropuerto                   | Aerolíneas         |
| Norteamérica                            | Norteamérica                            | Norteamérica       |
| --------------------------------------- | --------------------------------------- | ------------------ |
| México (2 destinos, 2 aerolíneas)       |                                         |                    |
| Cancún                                  | Aeropuerto Internacional de Cancún      | Volaris            |
| Ciudad de México                        | Aeropuerto Internacional Felipe Ángeles | Aeroméxico Connect |
| Total: 2 aerolíneas, 2 destinos, 1 país |                                         |                    |

## Aeropuertos cercanos
Los aeropuertos más cercanos son:
- Aeropuerto Internacional General Lucio Blanco (18 km)
- Aeropuerto Internacional Valley (59 km)
- Aeropuerto Internacional General Servando Canales (84 km)
- Aeropuerto Internacional de Brownsville/South Padre Island (86 km)
- Aeropuerto Internacional de Monterrey (191km)